# Jogos iniciados
Nas estatísticas do beisebol, jogos iniciados (games started, GS) ou starts indicam o número de jogos que um arremessador iniciou pelo seu time. O arremessador é creditado como começando o jogo se ele está listado na escalação inicial como o arremessador da equipe, mesmo se ele não lançar o primeiro arremesso contra o time adversário durante o jogo; já houve vários casos na história da Major League nos quais um arremessador titular foi retirado antes de seu primeiro arremesso devido a uma lesão, talvez sofrida enquanto batia ou corria bases durante a metade alta da primeira entrada.
O líder de todos os tempos em jogos iniciados é Cy Young, com 815 em 22 anos de carreira. O atual líder entre os jogadores ativos é Roger Clemens. Os jogadores com mais starts numa só temporada foram Pud Galvin e Will White com 75 cada. 